# Nitya Varnes
Nitya Varnes, née en 1972 à Paris, est une romancière et astrologue française.  Elle a publié en 2011 un livre intitulé Tous nés sous une bonne étoile dans lequel elle soutient que le véritable but de l'astrologie n'est pas de prédire l'avenir,. Elle invoque, non le New Age, mais le développement personnel.

## Citation
« L’astrologie n’est pas une manière de vivre, mais une manière de comprendre et d’analyser ce qu’on vit, pour pouvoir ensuite aller plus profondément dans ce qu’on est et trouver une voie qui nous ouvre des portes vers l’inconnu ».